# Tennessee (állam)
Tennessee az Amerikai Egyesült Államok déli államainak egyike. Fővárosa és legnagyobb városa Nashville.

## A név eredete
Először Juan Pardo spanyol felfedező számol be egy Tanasqui nevű indián faluról 1567-ben, amikor a Dél-Karolinából a kontinens belseje felé irányuló expedíció során eljut a településhez. Később európai telepesek beszámolóiban találkozunk a Tanasi nevű cseroki településsel, a hasonló nevű folyó partján (Tennessee jelenkori Morgan megyéje területén, a folyó mai neve Little Tennessee River). Nem tudjuk, hogy ez a település megegyezik-e a Pardo által említettel.
A szó jelentése és eredete bizonytalan. Egyes források szerint egy jucsi jövevényszó cseroki nyelvben módosult változata, jelentéséről megoszlanak a vélemények: „találkozóhely”, „kanyargó folyó” vagy „a nagy folyókanyar”.  
A ma használt változat James Glen dél-karolinai kormányzótól származik, aki az 1750-es években honosította meg ezt a formát hivatalos leveleiben. 1787-ben a mai Közép-Tennessee Észak-Karolina egyik megyéje lett (Tennessee megye néven), ezt a nevet vette át az 1796-ban az akkori „Délnyugati Terület”-en szerveződő új állam.

## Földrajz
Tennessee-t északról Kentucky és Virginia, keletről Észak-Karolina, délről Georgia, Alabama és Mississippi, nyugatról pedig Arkansas és Missouri határolja.
Legjelentősebb folyója a Tennessee folyó.
Legmagasabb pontja a 2025 m magas Clingmans Dome, amely az állam keleti határán, az Appalache-hegység gerincén helyezkedik el. Az állam geometriai középpontja Murfreesboro városától keletre található, az Old Lancassas Pike út mentén.
A terület kulturális szempontból három régióra osztható, ezek Kelet-, Közép- és Nyugat-Tennessee. A két utóbbit a Tennessee folyó választja el egymástól, a keleti és a középső régiót pedig a Cumberland-fennsík.
Tennessee hat nagyobb földrajzi régióból foglal magába területet, ezek nagyjából nyugat-keleti irányban:
- A Mexikói-öböl-parti síkság (a Mississippi völgyével)
- Nashville-i medence
- Északi-Felföld (Highland Rim), a Kentucky Pennroyal fennsík folytatása
- Cumberland fennsík
- Az Appalache-hegyvonulat „Ridge-and-valley” formációjának az állam területére eső része
- Blue Ridge hegység (szintén az Appalache) része

### Tavak
- Reelfoot-tó
- Norris-tó
- Nickajack-tó
- Más tavak: Lake Barkley, Boone Lake, Center Hill Lake, Chickamauga Lake, Cordell Hull Lake, Dale Hollow Reservoir, Douglas Lake, Fort Loudoun Lake, Kentucky Lake, Mud Lake, Old Hickory Lake, Percy Priest Lake.

### Éghajlat
Az állam legnagyobb részének párás szubtrópusi éghajlata van, kivéve a magasabb hegységekben, ahol a klíma nedves kontinentális. A Mexikói-öböl a legbefolyásolóbb tényező Tennessee állam éghajlatában. A dél-észak irányú szél hozza magával a csapadékot. Általában a nyár forró, a tél pedig enyhe vagy hideg, s az egész év folyamán bőséges az esőzés. Az átlagos évi csapadék 130 cm. Nyugatról keletre haladva a havazás 13 cm-től 41 cm-ig eshet, ez utóbbi a keleti hegyvidékeken fordul elő. Nyáron az állam területe általában forró, a hőmérséklet átlagosan 32 °C körül mozog. A nyári éjszakák hűvösebbek Tennessee keleti részén. Télen a magasabban fekvő területeken a hőmérséklet alacsonyabb, s az átlagos éjszakai hőmérséklet közel van a fagyás ponthoz. Az állam elég távol van az óceántól, hogy a hurrikánok ne befolyásolják az időjárását, de a délről jövő trópusi ciklonok, amelyek ugyan veszítenek erejükből a szárazföld fölött, jelentős mennyiségű esőzéseket eredményez. Az év folyamán átlagosan 50 nap viharos idő van. Tornádó keletkezése lehetséges az egész állam területén, de Tennessee nyugati része kevésbé van kitéve a tornádók pusztító hatásának. Átlagosan évente 15 tornádó keletkezik. Tornádók Tennessee-ben nem egyszer komoly erősségűek és gyakran okoznak halálos kimenetelű baleseteket. A téli viharok komoly gondokat okoznak a lakosságnak, akik nincsenek felkészülve a jeges havas útvonalon való közlekedésre. A köd a Smoky Mountains területen okoz gondokat.

### Nemzeti parkok
- Andrew Johnson National Historic Site: – Két ház, egy szabó műhelyt és a 17. elnök sírhelyét találhatjuk itt. Andrew Johnson 1865-től 1869-ig volt elnök. *Appalachian National Scenic Trail: – 3472 km hosszú gyalogösvény fut a Mount Katahdin-tól (Maine) egészen Springer Mountain-ig (Georgia), 14 államot átszelve. A 471 km hosszú szakasz, amely Tennessee területén a Cherokee National Forest.
- Big South Fork National River and Recreation Area: – Cumberland folyó elágazása, amely természeti szépségek és történelmi események széles skálájával fogadja a látogatókat.
- Chickamauga and Chattanooga National Military Park: – Az első katonai nemzeti park. A polgárháborúban 1863-ban Chattanooga elfoglalásáért harcoló katonák emlékére alapították.
- National Battlefield: – A polgárháború idején 1862-ben Ulysses S. Grant parancsnoksága alatt az Unió hadseregének első fontos győzelme emlékére állították. Nemzeti temető is van a parkban.
- Great Smoky Mountains National Park: – Észak-Karolina és Tennessee területén lévő nemzeti park, sokfajta védett növény és állat otthona.
- Natchez Trace Parkway: – Történelmi útvonal, gyakorlatilag az indián ösvényeket követi Nashville, Tennessee, és Natchez, Mississippi között.
- Obed Wild and Scenic River: – 72 km hosszan szabadon folyó patakok, beleértve az Obed folyót, a Clear és a Daddy’s Creek-et, Emory folyót, érdekes látványt nyújt a folyók által felszabdalt terület látványa.
- Shiloh National Military Park: – Az 1862. április 6-7-i csatában a Konföderáció csapatai több mint 24.000 embert veszítettek itt.
- Stones River National Battlefield: – 1862. december 31-e és 1863. január 2-a között a Stone folyó mentén a polgárháború egyik fontos ütközete zajlott. Az Unió hadserege Közép-Tennessee-t ellenőrzése alá vonta.[6]

## Történelme
Az állam területét először paleoindiánok népesítették be, kb. 11 ezer évvel ezelőtt. A legkorábbi népcsoportok nevét nem ismerjük, de számos, régészetileg azonosítható kultúra nyomai megtalálhatók (ún. Archaikus, Woodland és Mississippi kultúrák). Ezek leszármazottja az első ismert nevű törzs, a muszkogi kultúra.
Muszkogi és jucsi indiánokkal találkoztak a Hernando de Soto által vezetett spanyol felfedezők 1539-43-as expedíciójuk során. Később (valószínűleg az európai telepesek ottani térhódítása miatt) a mai Virginia területéről dél felé nyomulva az irokéz családba tartozó cseroki törzs foglalta el a Tennessee folyó felső szakaszánál fekvő területeket.
A hamarosan megjelenő európai gyarmatosítók fokozatosan dél és nyugat felé szorították ki az őslakos muszkogi és jucsi törzseket is, közöttük a csikaszó és csaktó indiánokat. Az 1830-ban elfogadott indiánkitelepítési határozat nyomán 1838-ban és 1839-ben kb. 17 ezer cseroki indiánt kényszerítettek arra, hogy az állam keleti részét elhagyva a mai Arkansastól nyugatra lévő Indián Terület-re vonuljon, ellátás, élelmiszer és megfelelő ruházat nélkül, embertelen szenvedések közepette. 4000-en haltak meg útközben, és az útvonal a Könnyek Ösvénye néven vált hírhedtté.1
Tennessee 1796-ban, tizenhatodikként lépett be az Amerikai Egyesült Államokba. Az állam északi és déli határait úgy jelölték ki, hogy a keletről szomszédos Észak-Karolina határát egyszerűen meghosszabbították egy-egy K-Ny-i egyenes vonallal a Mississippi folyóig, ami ezáltal az állam nyugati határa lett. 1861. június 8-án Tennessee kilépett az Amerikai Egyesült Államok uniójából (utolsóként a konföderációs államok közül). A polgárháború után az elsőként fogadtatott vissza (1866. július 24-én), miután az állam új alkotmánya eltörölte a rabszolgaság intézményét (1865. február 22.), és jóváhagyta a feketék szavazati jogát és törvény előtti egyenlőségét garantáló szövetségi alkotmány-kiegészítést (1866. július 18.).
A polgárháború után Tennessee volt az egyetlen konföderációs állam, amely nem került katonai kormányzás alá. Ez Andrew Johnson befolyásának volt köszönhető, aki Lincoln elnök meggyilkolása után (addigi alelnökként) emelkedett az elnöki székbe.
1897-ben, egy év késéssel ünnepelte az állam fennállásának centenáriumát, nagyszabású világkiállítás megrendezésével.
1933-ban a gazdasági válság alatt hozták létre az Egyesült Államok legnagyobb közművállalatát, a Tennessee Valley Authority-t azzal a céllal, hogy az állástalanok tömegeinek munkát biztosítsanak, a rendszeres árvizekkel nagy károkat okozó Tennessee folyót és mellékfolyóit szabályozzák, illetve vízerőműveket építsenek a vidék áramellátására.
A második világháború alatt a Knoxville-hez közeli Oak Ridge-ben állították elő az első atombombákhoz szükséges hasadóanyag döntő részét. Az Oak Ridge National Laboratory azóta is az amerikai kutatási program fontos helyszíne.
Tennessee 1996-ban ünnepelte fennállásának kétszázadik évfordulóját a Bicentennial Mall State Park emlékpark felavatásával.

## Népesség
2003-as adatok szerint az állam népessége 5 841 748 fő, ebből
- 79,2% fehér
- 16,4% afroamerikai (néger)
- 2,2% latin-amerikai
- 0,3% bennszülött (indián)
- 1,0% ázsiai
- 1,1% egyéb

Leszármazás szerint a legnagyobb csoportok:
- amerikai (17,5%)
- afroamerikai (16,4%)
- ír (9,3%)
- angol (9,1%)
- német (8,3%)

Egykoron az állam lakosságának 28%-a volt fekete bőrű, mára ez az arány 16%-ra csökkent. Legtöbbjük az állam nyugati-délnyugati részén (a Mississippi mentén és Memphis-ben) illetve a fővárosban, Nashville-ben él.
2003-as adatok szerint a férfiak aránya 48,7%. A korcsoportok szerinti megoszlás a következő:
- 5 év alatt: 6,6%
- 18 év alatt: 24,6%
- 65 év felett: 12,4%

### Vallás
A lakosság 90%-a keresztény, 83% protestáns (különböző egyházakban), 6% katolikus. 1% nem keresztény vallású és 9% nem vallásos.

### Jelentős városok

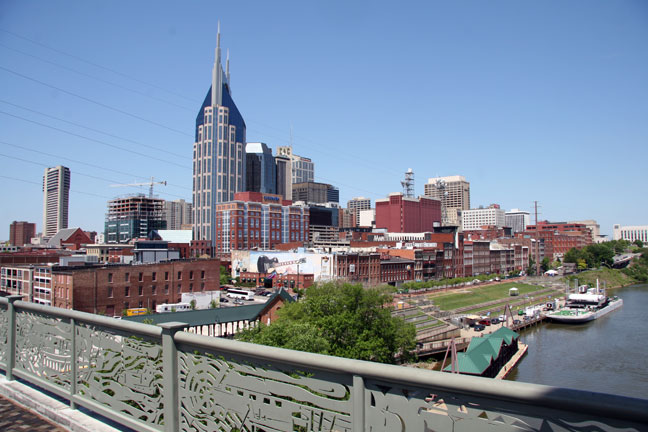
Nashville belvárosa a Cumberland folyó partján

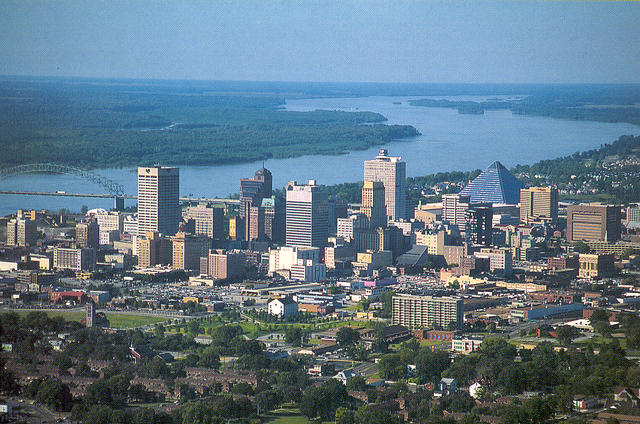
Memphis

- Nashville, a főváros
- Memphis
- Knoxville
- Chattanooga
- Gatlinburg
- Maryville

## Politika, kormányzat és közigazgatás

### Megyék
Tennessee államnak 95 megyéje van. A megye a helyi kormányzat szerepét tölti be, amely alacsonyabb rangú az állami törvényeknél. A 2000-es becslések szerint Shelby megye volt Tennessee legnépesebb megyéje 897 472 fő lakosságával, de egyben a legnagyobb területű megye is, amely 1955 km² területet foglal magában. A leggyérebben lakott területek Pickett megye, lakosainak száma 4945 fő, és Trousdale megye, amely egyben a legkisebb területű megye is, 295 km²-t foglal el. A 2000-es évi felmérések szerint Davidson megye, melynek székhelye Nashville, lakosainak száma 569 891 fő volt, s 1300 km²-nyi területe van. (Az egész Tennessee állam lakosainak száma ugyanebben az időben 5 689 283 fő volt.) A legidősebb megyét Washington megyét 1777-ben alapították, s a legfiatalabb Chester megye alapítási éve 1879. Néhány megyét – részben vagy teljesen – az őslakosság tulajdonában levő területekből hozták létre. Az indián földek tulajdonjogát korábban az Egyesült Államok elismerte. A megyék alapításakor az indiánok területi jogait eltörölték. 1770 és 1835 között Tennessee-ben 10 egyezményt kötöttek, mely megerősítette az európai telepesek jogát az indián területi követelésekkel szemben. Az itt élő indián törzseket Tennessee-ből áttelepítették a mai Oklahoma területére.

## Gazdaság
2003-ban az állam bruttó hazai terméke 199,786 milliárd dollár volt, ami 1,8%-a az USA GDP-jének.
Ugyanebben az évben az egy főre eső jövedelem 28 641 dollár volt (36. az USA tagállamai között). Ez 91%-a az össznemzeti egy főre eső jövedelemnek (31 472 dollár). A keresetek összege 167 414,793 millió dollár volt 2003-ban.
A kereskedelmi forgalmat 7% (nem feldolgozott élelmiszerre 6%) adó terheli állami szinten, ehhez a megyék további 2,25%-ot adnak, és nagyobb városok ezt további 0,5%-kal terhelik. Az összesített 9,75% kereskedelmi adó a legmagasabbak közé tartozik az Egyesült Államokban. Összességében azonban az állam által beszedett adó mértéke nem számít magasnak, mivel Tennessee-ben nincs (állami) jövedelmi adó (a szövetségi jövedelemadót természetesen beszedik).

## Érdekességek
- Tennessee-ben készül a világ legnagyobb mennyiségben forgalmazott whiskyje, a Jack Daniel’s.
- Az állam az itt játszott blues (Memphis) illetve country zenéről (Nashville) is ismert.
- 1865-ben az amerikai polgárháború hat veteránja itt alapította meg a Ku-Klux-Klant.

### Fesztiválok
Bonnaroo Music Festival, Boomsday, Fylmz Festival, Lauderdale County Tomato Festival, Memphis in May, Nashville International Auto and Truck Show, National Cornbread Festival

### Magyar vonatkozások
1963-ban Elődi Pál neves magyar biokémikus nemzetközi tudományos együttműködési program keretében egy évet töltött Nashville-ben, a Vanderbilt Egyetem laboratóriumában kutató munkával. A korabeli amerikai mindennapi életről, Tennessee államról később útirajzokat jelentetett meg Levelek Tennessee-ből (Gondolat Kiadó, Világjárók) címmel, ami érdekes kordokumentum arról, hogyan látta egy Kádár-kori magyar tudós az Egyesült Államokat.